# Шалва Мумладзе
Шалва Мумладзе (груз. შალვა მუმლაძე; нар. 18 серпня 1978) — грузинський футболіст, нападник та півзахисник.

## Життєпис
Футбольну кар'єру розпочав 1993 року. На початку кар'єри виступав за кутаїські клуби «Торпедо-2» та «Рцмена». У сезоні 1995/96 років виступав за «Самгуралі» (Цхалтубо). З 1996 по 1997 рік виступав за «Торпедо» (Кутаїсі), також провів 1 поєдинок за фарм-клуб кутаїсців, «Торпедо-2». Під час зимової перерви сезону 1997/98 років перебрався до «Іберії» (Самтредіа), в які провів три сезони. У 2001 році захищав кольори потійського «Колхеті-1913».
У березні 2002 року підписав контракт з українським «Спартаком». У футболці сумського клубу дебютував 24 березня 2002 року в переможному (2:1) домашньому поєдинку 18-го туру групи В Другої ліги України проти донецького «Металурга-2». Шалва вийшов на поле в стартовому складі та відіграв увесь матч. Дебютним голом за «Явір» вийшов на поле 29 березня 2002 року на 3-ій хвилині програному (0:1) домашньому поєдинку 19-го туру групи В Другої ліги проти дніпродзержниської «Сталі». Мумладзе вийшов на поле в стартовому поєдинки та відіграв увесь матч. Допоміг команді вийти до Першої ліги України, в якій дебютував 18 липня 2003 року в переможному (1:0) домашньому поєдинку 1-го туру проти бородянської «Системи-Борекс». Шалва вийшов на поле на 85-ій хвилині, замінивши Івана Олексієнка. За два неповні сезони у чемпіонатах України зіграв 42 матчі (3 голи), ще 3 поєдинки провів у кубку України.
У 2004 році повернувся до кутаїського «Торпедо», а наступного року підсилив клуб азербайджанської Прем'єр-ліги «Шахдаг-Самур». Наприкінці кар'єри перебував у заявках клубів «Мерані» (Мартвілі) та «Мешахте» (Ткібулі). Футбольну кар'єру завершив 2010 року в складі «Імереті» (Хоні).